# Ponte Cavour
Ponte Cavour è un ponte che collega Piazza del Porto di Ripetta al Lungotevere dei Mellini, a Roma, nei rioni Campo Marzio e Prati.

Il ponte costituisce inoltre un collegamento tra la zona circostante Piazza Cavour e il Campo Marzio (nei pressi dell'Ara Pacis). 

## Storia
Progettato dall'architetto Angelo Vescovali, il ponte fu costruito tra il 1896 e il 1901 e inaugurato il 25 maggio 1901; fu intitolato a Camillo Benso, conte di Cavour, uno degli artefici dell'unità d'Italia. 
Il ponte sostituì la provvisoria passerella di Ripetta, costruita nel 1878.

## Descrizione
Presenta cinque arcate in muratura rivestite di travertino, è largo 20 metri e lungo circa 110 metri.

## Curiosità
Dal dopoguerra, ogni mattina del 1º gennaio dell'anno si rinnova la tradizione del tuffo nel Tevere da parte di nuotatori che si lanciano dalla spalletta del ponte.